# Дети солнца (фильм, 1986)
«Дети солнца» — американский научно-фантастический кинофильм режиссёра Алена Джонсона, снятый Brooksfilms и выпущенный Metro-Goldwyn-Mayer в 1986 году. Является вторым и последним фильмом Джонсона, более известного своей работой в качестве хореографа.

## Сюжет
Постапокалиптическое будущее, в котором большая часть запасов воды контролируется военной организацией Эко Протекторат. Эко Протекторат создал приют для сирот, в котором воспитываются новобранцы для организации. Сироты играют в игру похожую на лакросс и хоккей с мячом. Одна из команд называется «Дети Солнца» — лидер группы Джейсон, Терра, Таг, Кролик, Метрон и маленький глухой мальчик Дэниель (Лукас Хаас).
Одной лунной ночью «Дети Солнца», одетые в синие костюмы, соревнуются с другой группой — «Скорпионы», одетой в чёрное. Матч прерывают полицейские, и подростки в синем бегут в пещеру, которая находится недалеко от площадки. Дэниел, убегая, случайно приводит в движение старую вагонетку, которая сбивает его с ног и, врезавшись в стену, пробивает вход в неисследованную часть пещеры. Мальчик, осматривая образовавшуюся полость, находит таинственный шар по имени Бодай, который возвращает ему слух.
На следующий день во время урока управляющий вызывает участников команды «Дети Солнца» и делает выговор за выход за пределы лагеря, после чего назначает наказание для них: выкопать 20 кубических метров грунта.
«Дети Солнца» возвращаются в свою комнату, где Дэниель еле успевает закрыть коробку с Бодаем. Подростки думают, что мальчик по-прежнему глухой. Терра читает книгу, в которой описывается дождь. Джейсон останавливает её и говорит, что не стоит верить старым сказкам, как вдруг все в комнате слышат раскат грома и видят грозу, после чего в комнате начинает идти дождь. Дэниель удивляет своих друзей тем, что слышит их голоса и объясняет им, что это чудо произошло благодаря Бодаю. Подростки решают держать все произошедшее в секрете.
После обсуждения о том, что такое или кто такой Бодай, они приспосабливают его в качестве шара для игры. Дети играют с ним и в самом конце встают в круг и соединяются энергией, которая циркулирует между ними и Бодаем.
Дарстар, который все знал и все это время наблюдал за подростками со стороны, крадет Бодая и уходит с ним за пределы приюта. Вслед за Бодаем из приюта пропадает Дениэль, после чего Терра убеждает друзей отправиться на поиски Дениэля.
После побега в приюте объявляется тревога, и начальник полиции Грок отправляется в погоню за беглецами.
Дарстар находит племя чиган (народ, к которому он принадлежит). Дарстар показывает Бодая вождю племени, который говорит, что Бодай происходит от духа Лонгина. Ночью на племя нападает полиция. Дарстару вместе с Бодаем удается избежать поимки, однако Гевиал убивает его птицу.
Утром на пепелище от лагеря чиган Дэниель встречается со своими друзьями, Террой, а также с Гроком. Дети находят и хоронят мертвого филина Дарстара, пока тот наблюдает за ними из укрытия.
Полицейские привозят в лагерь пленных из племени чиган, и под пытками вождь племени рассказывает, что видел шар Лонгина (Бодай) вместе с мальчиком.
Дети, расположившись на ночлег в пещере, находят наскальные рисунки. На одном из них мужчина с амулетом, на котором изображен знак, такой же, как на руке у Терры.
Днем дети приходят в Шинный город, построенный из остатков автомобилей. На рынке двое мужчин замечают у Терры знак на руке. Тем временем дети выясняют, что за их поимку назначена награда. Дети находят Дарстара и шар. Дарстар говорит Терре, что забрал Бодая для того, чтобы он показывал «фокусы».
Приезжает полиция, чтобы поймать детей. В погоне дети теряют Бодая, который в итоге вместе с Дарстаром попадает в плен к начальнику полиции Гроку. Терру хватает неизвестный человек. Грок отвозит Бодай в аква-бункер для анализа.
Детей ловят два охотника за головами, но их освобождает Терра. Выясняется, что Терра — дочь Гринтри, главы Эко Воинов, которые сражались против Эко Протектората. Остатки Эко Воинов живут в пещере с запасами воды из ледника. Джейсон рассказывает Дэниелю, что Бодай показал ему будущее, и поэтому им необходимо двигаться дальше. Ночью дети отправляются в аква-бункер, захватив с собой его карту.
Протекторат пытается выпотрошить Бодая с помощью робота Терминак. Тем временем дети проникают в аква-бункер. Они освобождают Дарстара и вместе прорываются в лабораторию, где Грок пытается просверлить шар. Они ломают робота, и Дэниель берет шар в руки. Шар у него пытается отнять сначала женщина из лаборатории, но сгорает, а затем Грок, которого хватает за руку сломанный Терминак. Гевиал стреляет в робота, но Грок уже мертв. Раздается красная тревога, бункер начинает рушиться, и все бегут наружу. Происходит взрыв на гигантской плотине, которая сдерживает массивные запасы воды Протектората. Дети, наблюдая за тем, как вытекает вода, замечают грозовую тучу. Бодай начинает сиять и растворяется, образуя вокруг детей сферу, а затем улетает в небо. Дети встают в круг (как в начале фильма) и понимают, что Бодай не ушёл, а будет всегда с ними. Фильм заканчивается кадрами купания детей во вновь образовавшемся океане.

## В ролях
- Ричард Джордан — Грок
- Джейми Герц — Терра
- Джейсон Патрик — Джейсон
- Лукас Хаас — Дэниел
- Джеймс ЛеГро — Метрон
- Клод Брукс — Кролик
- Питер Делуиз — Таг
- Питер Кованко — Гевиал
- Эдриан Пасдар — Дарстар
- Сара Дуглас — Шандрей
- Чарльз Дёрнинг — староста
- Френк Конверс — Гринтри
- Терренс Манн — Айвор
- Алекси Сейли — Малис
- Брюс Пейн — Доггер